# St. Bartholomäus (Rothenkirchen)

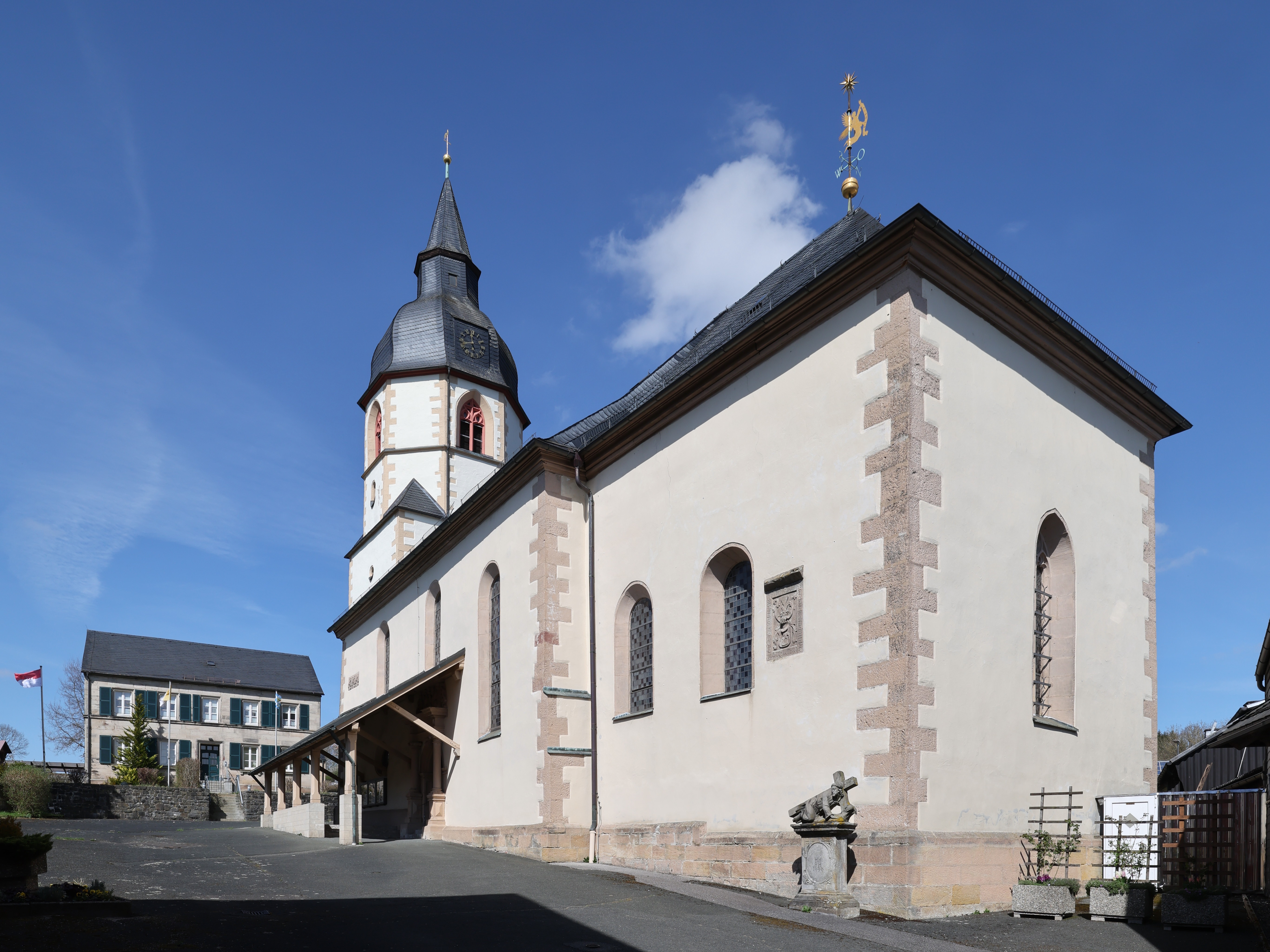
Pfarrkirche St. Bartholomäus in Rothenkirchen

Die katholische Pfarrkirche St. Bartholomäus steht in Rothenkirchen, einem Gemeindeteil des Marktes Pressig im oberfränkischen Landkreis Kronach. Die Pfarrei, im Naturpark Frankenwald gelegen, gehört zum Dekanat und Seelsorgebereich Frankenwald des Erzbistums Bamberg.

## Geschichte
Eine Kapelle bestand um 1000 in Rothenkirchen. Der Bischof von Bamberg Otto II. gründete vermutlich gegen 1187 eine Kirche,:S. 225 die 1430 zur eigenständigen Pfarrei erhoben wurde. Die ältesten Teile der Kirche stammen wohl aus dem späten 12. Jahrhundert.:S. 891 Im Jahr 1490 erhielt das Bauwerk einen neuen Chor. Von 1601 bis 1604 folgten der Neu- bzw. Umbau der Kirche und des Kirchturms sowie der Einbau des Portals. Geringe Reste in der Langhausostwand und eventuell im Chor sind von dem Vorgängerbau erhalten geblieben.:S. 225 Zwischen 1548 und 1626 sowie 1632 und 1648 wurden evangelische Gottesdienste gehalten.
Für die Orgel wurde 1775 eine Empore eingebaut. Zusätzlich ließ die Gemeinde eine Kirchturmuhr installieren. Im Jahr 1884 folgte der Neubau einer Sakristei und 1887 ein Emporenaufgang an der Südseite des Turmes. Restaurierungen wurden unter anderen 1914 und 1927 durchgeführt.
Die Architekten Emil Steffann und Gisberth Hülsmann entwarfen Anfang der 1960er Jahr eine Kirchenerweiterung mit einem neuen Kirchenschiff in Nord-Süd-Richtung. Die Baukosten wurden mit über einer Million DM ermittelt. Die Grundsteinlegung war am 11. Oktober 1964. Die Kirchenweihe durch den Bamberger Erzbischof Josef Schneider folgte am 14. Juli 1966. Gleichzeitig wurde mit dem Kirchenbau wurde die Umgebung neu gestaltet.:S. 891 Die ursprünglich einfache Ausstattung stammte von dem Künstler Hermann Leitherer. Der neue Altarraum wurde in folgenden Jahrzehnten mehrmals umgestaltet.

## Baubeschreibung

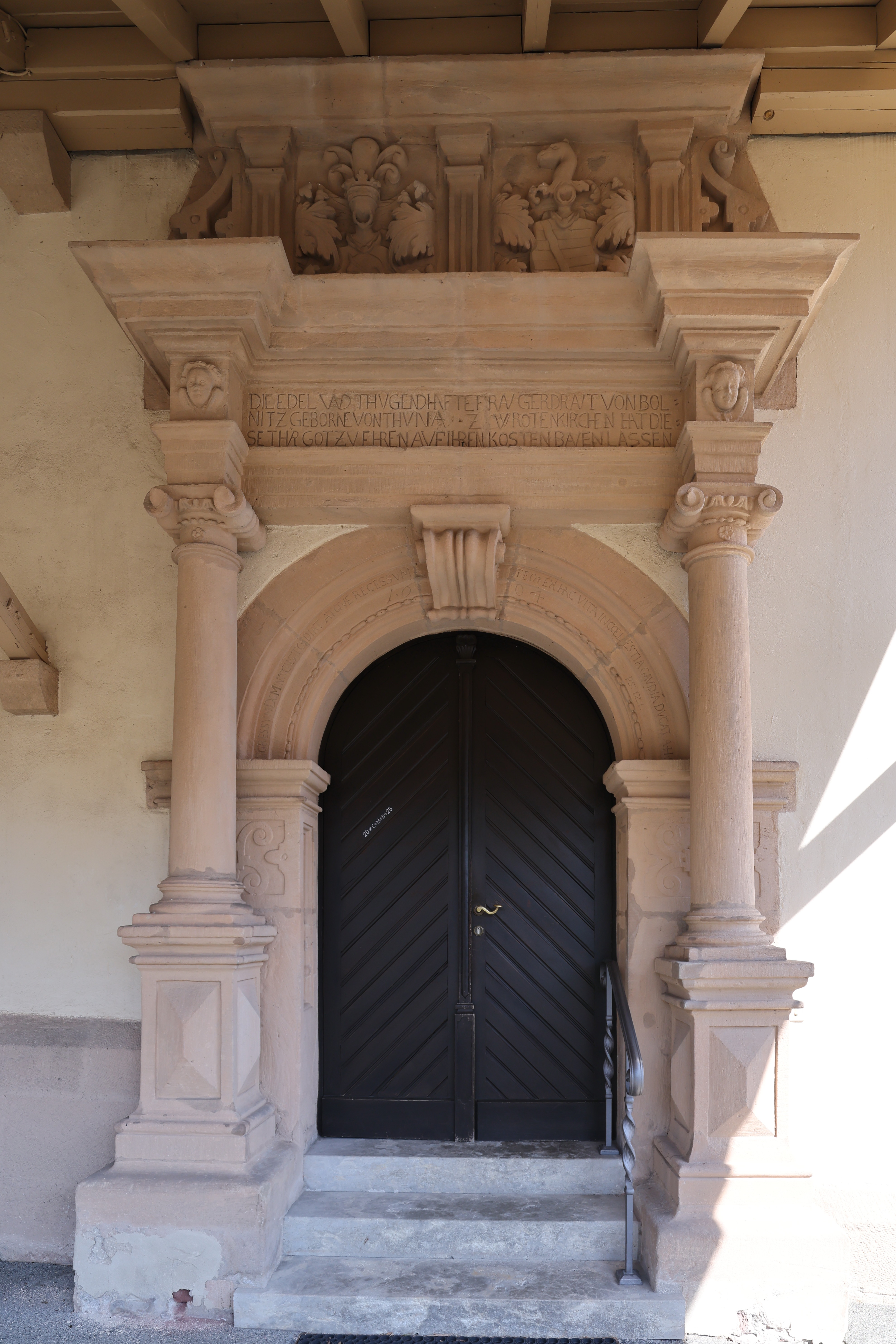
Portal

### Alte Kirche
Die Saalkirche steht nordwestlich des Marktplatzes von Rothenkirchen. Sie hat einen eingezogenen Rechteckchor mit zwei Jochen und einem abgewalmten Dach. Ein Maßwerkfenster in der geraden Chorstirnwand ist spitzbogig und zweibahnig, die Seitenwände haben zwei bzw. ein Rundbogenfenster. An der südlichen Außenwand des Chores befindet sich ein Sandsteinrelief mit dem würtzburgischen Wappen und einer Inschrift. Die Südseite hat drei rundbogige Fenster und zwei Eingangsportale. Das östliche, rundbogige Portal mit einer reichen Sandsteinrahmung und einem Schlussstein trägt die Jahreszahl „1604“. Darüber, in einem Aufsatz, befindet sich das Wappen des Christoph IV. von Würtzburg und seiner Ehefrau Agatha, gebürtige von Redwitz. Oben erinnert im Westteil der Langhaussüdwand ein Sandsteinrelief mit drei Wappen an Gertraud von Pölnitz, gebürtige von Thüna, verwitwete von Würtzburg.:S. 226
Der sechsgeschossige, etwa 32 Meter hohe Turm steht vor der Westfassade. Er hat im Sockelgeschoss ein flaches Kreuzgewölbe mit gekehlten Rippen und einen rundbogigen Durchgang zum Langhaus. Wie die des Kirchenschiffes hat dessen Fassade an den Kanten gezahnte Eckquader. Über dem dritten Geschoss geht der quadratische Grundriss in einen achteckigen über. Im fünften Obergeschoss mit der Glockenstube haben vier Seiten spitzbogige zweibahnige Maßwerkwerkfenster. Die älteste der vier Glocken wurde 1586 gegossen. Den oberen Abschluss bildet eine verschieferte Kuppel mit einer fensterlosen Laterne und einem Spitzhelm.:S. 226

### Kirchenerweiterungsbau
Der 27 Meter lange und 15 Meter breite, nördlich angefügte Kirchenerweiterungsbau ist durch einen großen, bogenförmigen Durchbruch in der Nordwand des alten Kirchenschiffes mit diesem verbunden. Der Neubau besitzt einen Chor mit einem Fünfachtelschluss. Strebepfeiler gliedern die Außenwände, die mit Rundbogenöffnungen durchfenstert sind. Das verschieferte Satteldach trägt einen Dachreiter und hat eine Firstlinie mir derselben Höhe wie bei der alten Kirche. Eine Marienbrunnen des Bamberger Bildhauers Hermann Leitherer und eine Batholomäusstatue schmücken den neu entstandenen westlichen Kirchenvorplatz.:S. 892

## Innenraum
Den alten Chorraum überspannt ein sternförmiges Gratgewölbe. Ein rundbogiger Chorbogen aus unverputzten Sandsteinquadern verbindet den Chor mit dem vierachsigen Langhaus, das von einer Holzbalkendecke überspannt wird. Oberhalb des Chorbogens befindet sich das Wappen des Bamberger Fürstbischofs Lothar Franz von Schönborn. Eine neue, eingeschossige Empore steht an der Süd- und Westwand und trägt die Orgel. Die Fenster haben eine gitternetzartige Bleiverglasung. Das Kirchenschiff und der Chor des Neubaus haben ebenfalls eine Holzbalkendecke.

## Ausstattung

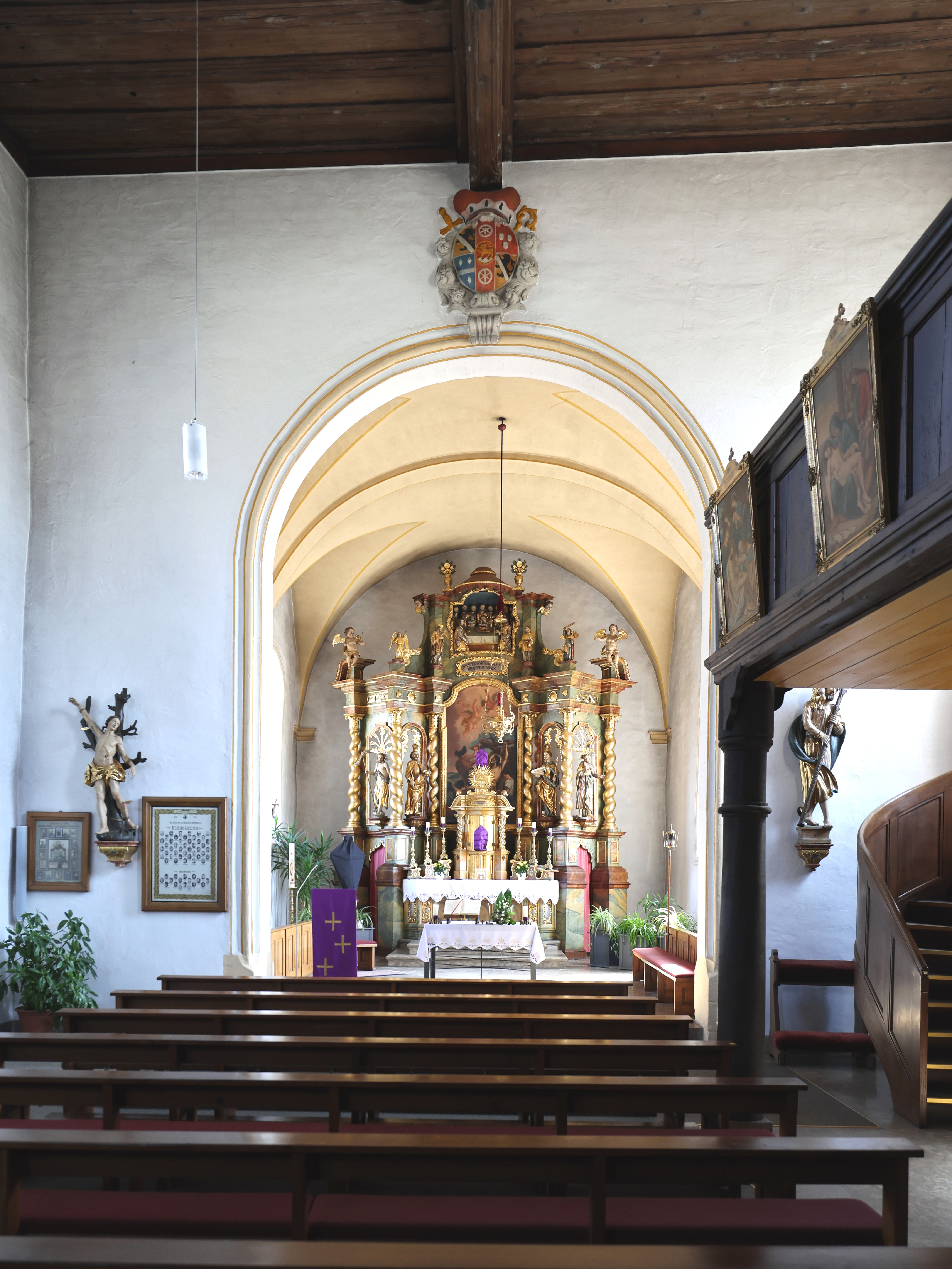
Innenraum

### Alte Kirche
Der Hochaltar hat einen marmorierten Holzaufbau und golden gefasste Säulen, Figuren und Akanthusdekor. Er entstand um 1710 bis 1720. Das Altarblatt stellt das Martyrium des heiligen Bartholomäus dar. Die alten Bilder der Kreuzwegstationen von 1886 hängen an der Außenseite der Emporenbrüstungen.
Ein Grabdenkmal befindet sich an der Südwand des Innenraums. Das Epitaph für Christoph von Würtzburg, der 1624 starb, ist ein Sandsteinrelief und zeigt ihn als gerüsteten Ritter.:S. 228

### Kirchenerweiterungsbau
An der Stirnseite des Chores befinden sich 3 große Reliefs aus dem Jahr 1990. Sie zeigen die Geburt, die Kreuzigung und die Auferstehung Christi. Seit dem Jahr 1972 hängen an den Längswänden 15 Reliefbilder mit den Kreuzwegstationen.